# Registro eleitoral
Nos sistemas eleitorais, registo eleitoral (ou inscrição) é o requisito que exige que uma pessoa, de outra forma elegível para votar, se registe (ou inscreva-se) num caderno eleitoral, o que é normalmente um pré-requisito para ter direito ou autorização para votar.
Algumas jurisdições têm "registro no dia da eleição" e outras não exigem registro, ou podem exigir a apresentação de prova de direito de voto no momento da votação. Em jurisdições onde o registro não é obrigatório, pode-se fazer um esforço para incentivar pessoas que, de outra forma, seriam elegíveis para votar a se registrarem, no que é chamado de campanha de registro de eleitores. Nos países onde o registo de residência é obrigatório, o registo eleitoral normalmente não existe, uma vez que a elegibilidade dos eleitores pode ser determinada a partir do registo de residência.
Mesmo em países onde o registro é de responsabilidade individual, muitos reformistas, buscando maximizar a participação eleitoral, defendem uma maior disponibilidade dos formulários necessários ou mais facilidade de processo, com mais locais onde podem se registrar. Nos Estados Unidos, por exemplo, a Lei Nacional de Registro de Eleitores de 1993 ("Lei do Eleitor Motorizado") e leis semelhantes exigem que os estados ofereçam registro de eleitores em departamentos de veículos motorizados (departamentos de carteiras de motorista), bem como em centros para deficientes, escolas públicas e bibliotecas públicas, a fim de oferecer mais acesso ao sistema. As autoridades estaduais também são obrigadas a aceitar registros de eleitores enviados pelo correio. Muitas jurisdições também oferecem registros on-line.